# Paarl
Paarl ist eine Stadt in der Lokalgemeinde Drakenstein, im Distrikt Cape Winelands der südafrikanischen Provinz Westkap. Sie ist nach Kapstadt die größte Industriestadt in der Kapregion und liegt etwa 50 Kilometer nordöstlich von Kapstadt.
Der Name Paarl bedeutet „Perle“ und geht auf den ersten Weißen zurück, der den Ort erreichte. Als Abraham Gabbema am 22. Oktober 1657 das Tal erreichte, erstaunte ihn der Anblick eines großen, gewölbten Granitrückens auf dem Höhenzug am westlichen Rand. Dieser Hügel war feucht von Regen oder Tau und glänzte in der Morgensonne wie eine Perle – daher der Name. Heute heißt dieser 728 Meter hohe Berg Paarl Mountain und ist seit 1963 ein Nationaldenkmal.

## Geographie
Das Stadtgebiet von Paarl erstreckt sich in etwa Nord-Süd-Ausrichtung im Tal des Berg River. Entlang des Flusslaufes liegen einige ökologisch wertvolle Grünzonen, im Norden das Paarl Bird Sanctuary und im Süden die Klein Parys Sports Grounds, das Arboretum und ein weiter südlich befindlicher Golfplatz.

## Geschichte
Paarl wurde im Jahr 1690 gegründet. Bereits um 1687 entstanden die ersten Farmen im Tal des Berg River; in den folgenden Jahren siedelten sich hier aus Frankreich ausgewanderte Hugenotten an. Aus diesen und anderen französischen Farmen entwickelte sich die südafrikanische Weinindustrie, deren Zentrum sich nach wie vor in der Gegend um Paarl und Stellenbosch befindet.
Im Jahre 1839 wurde hier eine örtliche Verwaltung eingerichtet und 1840 erhielt Paarl den Stadtstatus. Als um 1860 die Eisenbahnstrecke von Kapstadt die Stadt erreichte, war Paarl bereits in der gesamten Kapkolonie bekannt für seine herausragenden Wagenbauer. Heute wird hier neben Wein vor allem Obst angebaut und verarbeitet.

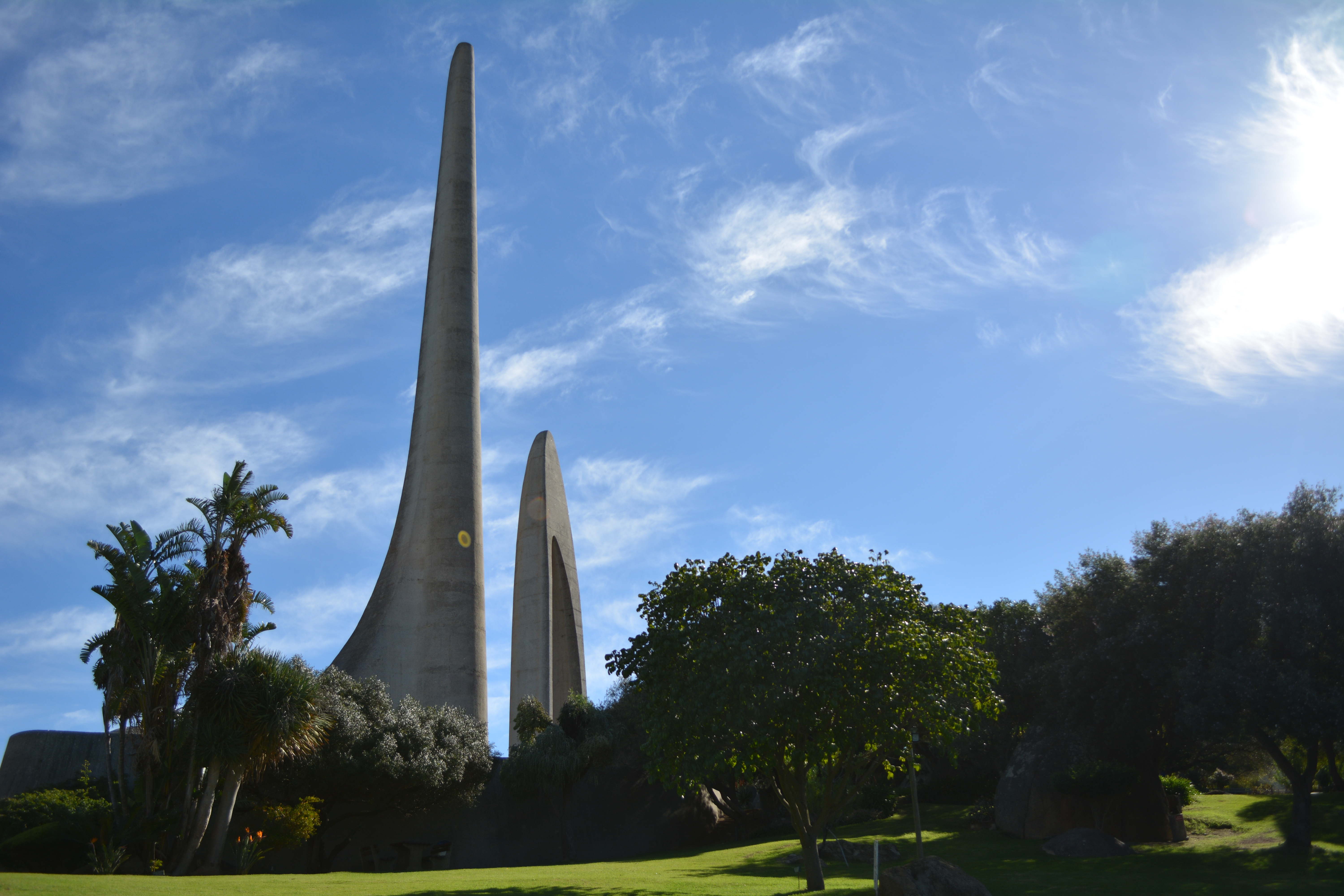
Afrikaanse Taalmonument

Der Name der Stadt wird auf Afrikaans gesondert behandelt: die afrikaanse Entsprechung zum niederländischen Paarl ist Pêrel. Wenn von der Stadt Paarl gesprochen wird, so sagt man auf Afrikaans die Pêrel, jedoch wird die Schreibweise Paarl beibehalten. Dies gilt nur für Afrikaans, im Englischen wird der Name entsprechend der Schreibweise ausgesprochen.
Paarl spielte auch in der Entwicklung der Sprache Afrikaans eine große Rolle. Hier wurde am 14. August 1875 die Genootskap van Regte Afrikaners (deutsch: „Gemeinschaft der echten Afrikaaner“) mit dem Ziel gegründet, Afrikaans auch als Schriftsprache zu etablieren. Die Genossenschaft gab ab dem 15. Januar 1876 die erste Zeitschrift auf Afrikaans heraus, zuerst nur monatlich, später auch wöchentlich. Diese erste Zeitung wurde 1905 von der heutigen Lokalzeitung Paarl Post abgelöst. Die Afrikaanse Patriot wurde im Gutshaus von Gideon Malherbe, einem der Mitbegründer der Genotskap, gedruckt; seit dem 14. August 1975 befindet sich dort im ersten Stock das Afrikaans Language Museum, auch bekannt als Gideon Malherbe Museum. Das Erdgeschoss des Gutshauses ist originalgetreu wie zur Zeit der Malherbes eingerichtet, die hier von 1860 bis 1921 lebten. Die Bedeutung des Afrikaans zeigt sich auch durch die Errichtung des Afrikaanse Taalmonument (etwa: „Denkmal des Afrikaans“) über der Stadt.

## Bevölkerung
Gemäß der Volkszählung von 2011 hatte Paarl 112.045 Einwohner in 27.252 Haushalten.

## Wirtschaft
In Paarl gibt es mehrere Industrie- und Gewerbegebiete. Hier sind Unternehmen der Holzverarbeitung, Fertigungs- und Verpackungstechnologien sowie Bekleidungs- und Textilfirmen und Verarbeiter landwirtschaftlicher Produkte angesiedelt. Zudem gibt es in der Stadt Unternehmen der Fahrzeugindustrie und der Transport- und Baubranche.
Die Umgebung von Paarl ist die nach dem Terroir von Stellenbosch die zweitgrößte Weinbauregion in Südafrika. Neben anderen Weingütern hat die 1918 gegründete KWV (Kooperatieve Wijnbouwers-Vereniging van Zuid-Afrika Beperkt), eine der größten Winzergenossenschaften, ihren Hauptsitz in Paarl. Weitere bekannte Weingüter aus der Region um Paarl sind Backsberg Estate, Boland Kelder, Nederburg und Simonsvlei.

## Verkehr
Die Stadt Parl liegt an der Nationalstraße N1. Die Regionalstraße R45 durchzieht die westlichen Stadtteile in Nord-Süd-Richtung. In den östlichen Stadtgebieten bildet die R301 die Haupterschließungsstraße. Die Eisenbahnstrecke von Kapstadt oder über einen Seitenzweig von Stellenbosch verläuft durch Paarl und schafft eine Verbindung mit Ceres und Worcester sowie ferneren Orten in der Karoo bis nach Kimberley.

## Sehenswürdigkeiten
- Paarl Museum, Historische Sammlungen zur Geschichte der Kapregion und zeitgenössische Ausstellungen über Paarl
- Ikwezi Art Centre, eine Art „Künstlerkolonie“ zur Ausstellung und zum Verkauf regionaler Kunstschaffender[7]
- Paarl Arboretum, auf einer Fläche von etwa 31 Hektar (1988) mit ca. 700 Baumarten indigener und internationaler Herkunft, 1957 begonnen und seither weiter ausgebaut.[8]
- KWV-Winzerei, in der Kohler Street.[6]

## Sport
Paarl verfügt mit dem Boland Park über ein internationales Cricket-Stadion. Beim Cricket World Cup 2003 fanden hier drei Partien statt.

## Söhne und Töchter der Stadt
- Cocky Hahn (1886–1948), südafrikanisch-britischer Regionalkommissar im Ovamboland
- Elsa Joubert (1922–2020), Schriftstellerin
- Peter van der Merwe (1937–2013), Cricketspieler
- Peter de Villiers (* 1957), Rugbytrainer
- Deon Meyer (* 1958), Schriftsteller, Drehbuchautor und Filmregisseur
- Chester Mornay Williams (1970–2019), Rugby-Union-Spieler und -Trainer
- Jean de Villiers (* 1981), Rugbyspieler
- Moseline Daniels (* 1990), Cricketspielerin
- Henricho Bruintjies (* 1993), Sprinter
- Bjorn Fortuin (* 1994), Cricketspieler
- Kurt-Lee Arendse (* 1996), Rugby-Union-Spieler
- Salmaan Moerat (* 1998), Rugby-Union-Spieler
- Kyle Rademeyer (* 2002), Stabhochspringer